# Batracomorphus lentiginosus
Batracomorphus lentiginosus är en insektsart som beskrevs av George Willis Kirkaldy 1906. Batracomorphus lentiginosus ingår i släktet Batracomorphus och familjen dvärgstritar. Inga underarter finns listade i Catalogue of Life.